# Selo pri Bledu
Selo pri Bledu je naselje v Občini Bled. Leži pod vznožjem Dobre gore in tik pred strugo reke Save Bohinjke. Vas je sestavljena iz dveh delov, in sicer Loga in Sela. V vasi deluje prostovoljno gasilsko društvo PGD Selo. 